# Football aux Jeux du Pacifique
 (mai 2016).

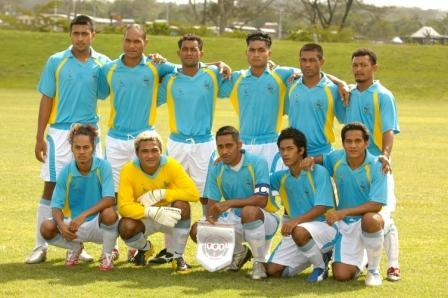
Équipe des Tuvalu aux Jeux du Pacifique 2007

Cet article présente les résultats des épreuves de football aux Jeux du Pacifique.

## Histoire
Le football est un événement régulier aux Jeux du Pacifique, l'événement est multi-sports pour les nations du Pacifique, territoires et dépendances, depuis 1963. En Océanie, il s'agit du deuxième plus grand tournoi de football, derrière la Coupe des nations de l'OFC.
Depuis 1971, la compétition a lieu tous les quatre ans, mais n'est pas jouée en 1999 en raison de problèmes contractuels.
En 2007, la compétition masculine sert de compétition préliminaire de qualification de l'OFC pour la Coupe du monde de la FIFA 2010. Jusqu'en 2011, le tournoi est connu sous le nom des "jeux du Pacifique Sud".
L'édition 2015 sert également de qualification olympique et de qualification à la Coupe d'Océanie des nations.
Seulement quatre nations ont remporté le tournoi masculin : la Nouvelle Calédonie, Tahiti et les Fidji, la Nouvelle Zélande,.
Le tournoi féminin est introduit en 2003, il sert comme compétition préliminaire de qualification pour les Jeux olympiques depuis le tournoi de 2007.
Les cinq éditions féminines ont été remportées par l'équipe de Papouasie-Nouvelle-Guinée.

## Tournoi masculin
| 1963 | Fidji                     | Nouvelle-Calédonie  | 8 − 2           | Fidji               | Polynésie française       | 18 − 0          | Îles Salomon              |
| 1966 | Nouvelle-Calédonie        | Polynésie française | 2 − 0           | Nouvelle-Calédonie  | Vanuatu                   | 5 − 2           | Papouasie-Nouvelle-Guinée |
| 1969 | Papouasie-Nouvelle-Guinée | Nouvelle-Calédonie  | 2 - 1           | Polynésie française | Papouasie-Nouvelle-Guinée | 2 - 1           | Fidji                     |
| 1971 | Tahiti                    | Nouvelle-Calédonie  | 7 − 1           | Vanuatu             | Tahiti                    | 8 - 1           | Papouasie-Nouvelle-Guinée |
| 1975 | Guam                      | Tahiti              | 2 − 1           | Nouvelle-Calédonie  | Îles Salomon              | 3 - 2           | Fidji                     |
| 1979 | Fidji                     | Tahiti              | 3 − 0           | Fidji               | Îles Salomon              | 3 − 1           | Nouvelle-Calédonie        |
| 1983 | Samoa américaines         | Tahiti              | 1 − 0           | Fidji               | Nouvelle-Calédonie        | 2 − 1           | Papouasie-Nouvelle-Guinée |
| 1987 | Nouvelle-Calédonie        | Nouvelle-Calédonie  | 1 - 0           | Tahiti              | Papouasie-Nouvelle-Guinée | 3 - 1           | Vanuatu                   |
| 1991 | Papouasie-Nouvelle-Guinée | Fidji               | 1 − 1           | Îles Salomon        | Nouvelle-Calédonie        | 3 - 1           | Vanuatu                   |
| 1995 | Tahiti                    | Tahiti              | 2 − 0           | Îles Salomon        | Fidji                     | 3 - 0           | Vanuatu                   |
| 2003 | Fidji                     | Fidji               | 2 − 0           | Nouvelle-Calédonie  | Vanuatu                   | 1 − 0           | Tahiti                    |
| 2007 | Samoa                     | Nouvelle-Calédonie  | 1 − 0           | Fidji               | Vanuatu                   | 2 - 0           | Îles Salomon              |
| 2011 | Nouvelle-Calédonie        | Nouvelle-Calédonie  | 2 - 0           | Îles Salomon        | Tahiti                    | 2 - 1           | Fidji                     |
| 2015 | Papouasie-Nouvelle-Guinée | Nouvelle-Calédonie  | 2 - 0           | Tahiti              | Papouasie-Nouvelle-Guinée | 2 - 1           | Fidji                     |
| 2019 | Tonga                     | Nouvelle-Zélande    | 2 - 1           | Nouvelle-Calédonie  | Fidji                     | 1 - 1 (4-2 pen) | Papouasie-Nouvelle-Guinée |
| 2023 | Îles Salomon              | Nouvelle-Calédonie  | 2 - 2 (7-6 pen) | Îles Salomon        | Fidji                     | 4 - 2           | Vanuatu                   |

### Palmarès masculin par pays
| Rang | Équipe             | Vainqueur | Finaliste | Édition(s) gagnée(s)                           |
| 1    | Nouvelle-Calédonie | 8         | 4         | 1963, 1969, 1971, 1987, 2007, 2011, 2015, 2023 |
| 2    | Tahiti             | 5         | 3         | 1966, 1975, 1979, 1983, 1995                   |
| 3    | Fidji              | 2         | 4         | 1991, 2003                                     |
| 4    | Nouvelle-Zélande   | 1         | 0         | 2019                                           |
| 5    | Îles Salomon       | 0         | 4         |                                                |
| 6    | Vanuatu            | 0         | 1         |                                                |

### Meilleurs buteurs par édition
| Année     | Joueurs                                     | Buts |
| --------- | ------------------------------------------- | ---- |
| 1963-1995 | Inconnu                                     | -    |
| 2003      | Esala Masi                                  | 11   |
| 2007      | Osea Vakatalesau                            | 10   |
| 2011      | Bertrand Kaï                                | 10   |
| 2015      | Jean Kaltack                                | 17   |
| 2019      | Gagame Feni Tony Kaltak Jean-Philippe Saïko | 9    |
| 2023      | John Orobulu                                | 8    |

## Tournoi féminin
| 2003 | Fidji                     | Papouasie-Nouvelle-Guinée | Championnat | Guam               | Tonga              | Championnat | Tahiti      |
| 2007 | Samoa                     | Papouasie-Nouvelle-Guinée | 3 - 1       | Tonga              | Fidji              | 1 - 0       | Tahiti      |
| 2011 | Nouvelle-Calédonie        | Papouasie-Nouvelle-Guinée | 2 − 1       | Nouvelle-Calédonie | Fidji              | 1 - 0       | Tonga       |
| 2015 | Papouasie-Nouvelle-Guinée | Papouasie-Nouvelle-Guinée | 1 - 0       | Nouvelle-Calédonie | Îles Cook          | 2 - 0       | Samoa       |
| 2019 | Tonga                     | Papouasie-Nouvelle-Guinée | 3 - 1       | Samoa              | Fidji              | 3 - 1       | Îles Cook\| |
| 2023 | Îles Salomon              | Papouasie-Nouvelle-Guinée | 4 - 1       | Fidji              | Nouvelle-Calédonie | 3 - 1       | Samoa       |

### Palmarès féminin par pays
| Rang | Équipe                    | Vainqueur | Finaliste | Édition(s) gagnée(s)               |
| 1    | Papouasie-Nouvelle-Guinée | 6         | 0         | 2003, 2007, 2011, 2015, 2019, 2023 |
| 2    | Nouvelle-Calédonie        | 0         | 2         |                                    |
| 3    | Fidji                     | 0         | 1         |                                    |
| 3    | Guam                      | 0         | 1         |                                    |
| 3    | Samoa                     | 0         | 1         |                                    |
| 3    | Tonga                     | 0         | 1         |                                    |

### Meilleures buteuses par édition
| Année | Joueurs            | Buts |
| ----- | ------------------ | ---- |
| 2003  | Inconnu            | -    |
| 2007  | Penateti Feke      | 4    |
| 2011  | Christelle Wahnawe | 12   |
| 2015  | Christelle Wahnawe | 10   |
| 2019  | Ramona Padio       | 9    |
| 2023  | Ramona Padio       | 11   |